# Ferko a Ambróz
Ferko a Ambróz je československý animovaný seriál, který zobrazuje veselé příhody dvou kamarádů, chlapce Ferka a pelikána Ambróze. Seriál byl vyroben v letech 1984 až 1988. Výtvarníkem byl Gabriel Filcík, režisérem Milan Horvatovič.

## Seznam dílů
1. Zoznámenie
2. Voda, samá voda
3. Záhradníci
4. Raňajky
5. Ambróz v škole
6. Víkend s Ambrózom
7. Rybárske preteky
8. Po zvonení
9. Lunapark
10. Ťažký sen
11. Nákup
12. Rozlúčka
13. Ambróz hľadá príbuzných